# История игрушек 2
«Исто́рия игру́шек 2» (англ. Toy Story 2) — американский полнометражный компьютерно-анимационный комедийный фильм 1999 года, созданный студией Pixar Animation Studios и выпущенный компанией Walt Disney Pictures. Является второй частью франшизы «История игрушек». Срежиссировал картину Джон Лассетер по сценарию и истории, которую он написал в соавторстве с Питом Доктером, Эшем Брэнноном, Эндрю Стэнтоном, Ритой Сяо, Дагом Чемберленом и Крисом Уэббом. Персонажей озвучили Том Хэнкс, Тим Аллен, Джоан Кьюсак, Келси Грэммер, Дон Риклс, Джим Варни, Уоллес Шон, Джон Ратценбергер, Энни Поттс, Уэйн Найт, Джон Моррис, Лори Меткалф, Эстель Харрис и другие. По сюжету шерифа Вуди крадёт Эл Маквиггин — коллекционер игрушек и владелец магазина «Амбар игрушек Эла». В то время как друзья ковбоя отправляются на его поиски, Вуди встречает у Эла других кукол по коллекции, частью которой шериф когда-то был.
Разработка мультфильма началась в 1996 году. Изначально представители Disney планировали выпустить «Историю игрушек 2» непосредственно на видео. Производство началось в небольшом офисе, так как большинство сотрудников Pixar работало над «Приключениями Флика». Когда лента получила высокие оценки на тестовых показах, руководство Disney решило выпустить мультфильм в кинотеатрах. Однако представители Pixar были недовольны качеством фильма, в связи с чем Лассетер и команда сценаристов полностью переписали сюжет за одни выходные. Хотя на создание полнометражных фильмов Pixar уходят годы, в случае с «Историей игрушек 2», чтобы успеть к запланированной дате выпуска, сроки были сокращены до девяти месяцев. Саундтрек к мультфильму написал Рэнди Ньюман.
Несмотря на проблемы с производством, премьера второй части франшизы состоялась 24 ноября 1999 года. Картина собрала 511 млн долларов при бюджете в 90 млн. В 2009 году «История игрушек 2» была повторно перевыпущена в кинотеатрах в формате 3D вместе с первой частью. Мультфильм получил высокие оценки и признание критиков, как и его предшественник. Критики посчитали его одним из немногих фильмов-сиквелов, превосходящих оригинал, в связи с чем лента часто фигурирует в списках величайших анимационных фильмов всех времён. По завершении проката «История игрушек 2» заняла третье место по кассовым сборам среди фильмов 1999 года. Картина получила множество наград и номинаций, в том числе премии «Энни», «Золотой глобус» и «Грэмми». По «Истории игрушек 2» была выпущена видеоигра. Третья часть под названием «История игрушек: Большой побег» вышла в 2010 году.

## Сюжет
Спустя некоторое время после первой части ковбой Вуди и Базз Лайтер разделили лидерство среди игрушек их хозяина, Энди Дэвиса. Незадолго до поездки в ковбойский лагерь мальчик решает поиграть с Вуди, но случайно повреждает руку шерифа, из-за чего решает не брать его с собой. Ночью Вуди снится кошмар, в котором Энди его выбрасывает из-за руки. Утром ковбой находит на полке резинового пингвина-пищалку по имени Хрипун, которого мать мальчика давно также поставила на полку из-за неисправной пищалки. В комнату заходит миссис Дэвис и забирает Хрипуна во двор на распродажу. Вуди с помощью щенка Бастера проникает во двор и спасает Хрипуна, но сам ковбой остаётся на улице. Его находит неизвестный человек и пытается выкупить у мамы Энди, но безрезультатно. После этого человек инсценирует беспорядок и в суматохе забирает Вуди с собой. Базз пытается спасти шерифа, но ему удаётся получить лишь перо, выпавшее с машины. С помощью регистрационного номера и пера игрушки Энди опознают в нём Эла Маквиггина, коллекционера и владельца магазина «Амбар игрушек Эла». Базз, Спиралька, Хэмм, Рекс и Картофельная голова отправляются к магазину игрушек Эла.
Тем временем Вуди, попав в квартиру Маквиггина, встречает там других игрушек ковбойской тематики, а именно девушку-ковбоя Джесси, игрушечного коня Булзая и старателя Пита по прозвищу «Вонючка», который находится в закрытой коробке. Они объясняют, что в 1950-е Вуди был главным персонажем популярного кукольного сериала в жанре вестерн «Загон Вуди». Джесси, Булзай и Пит также участвовали в шоу и являются частью коллекции. Однако после успешного запуска искусственного спутника Эксплорер-1 шоу закрыли и популярными стали игрушки, связанные с космосом. Группа также заявляет, что Эл отправит их в японский музей, но коллекцию не примут, если в ней не будет Вуди, из-за чего троица рискует навсегда попасть в коробки. Шериф отказывается ехать и хочет вернуться домой. Приходит Эл и случайно полностью отрывает ковбою руку. Ночью Вуди пытается выкрасть её у Маквиггина, но внезапно включается телевизор. Эл просыпается и уходит, забрав руку с собой. Поскольку ближе всех к пульту была Джесси, Вуди нападает на неё, но их разводит Пит. На следующий день к Элу приходит пожилой реставратор, который восстанавливает Вуди до идеального состояния и возвращает ему руку. Вуди думает об уходе и подходит к Джесси. Та рассказывает ему свою предысторию: раньше у неё также была хозяйка по имени Эмили. Они все время проводили вместе, но в какой-то момент девочка потеряла Джесси под кроватью. Проходят годы, Эмили вырастает. Будучи взрослой, она случайно находит Джесси под кроватью и отдаёт на благотворительность. Выслушав Джесси, Вуди пытается уйти, но Пит уговаривает его остаться, мотивируя тем, что Энди также когда-то вырастет и ковбой будет ему не нужен.
Параллельно с этими событиями Базз и остальные игрушки прибывают в «Амбар игрушек Эла». Они разделяются, и Базз находит отдел со своими копиями. Заметив на стенде обновлённого Базза с ремнём для антигравитации, астрорейндер пытается забрать ремень, но другой Базз оживает и закрывает первого Базза в коробку. Другие игрушки объединяются и находят раздел с куклами Барби, одна из которых соглашается их сопроводить к кабинету Эла. Найдя второго Базза, они принимают его за первого и забирают с собой. Компания проникает в кабинет и видит фотографии Вуди, после чего проникает в сумку Маквиггина. В то же время первый Базз выбирается из коробки и пытается догнать Эла, вместе с тем случайно открывая коробку с Императором Зургом, игрушкой, которая является заклятым врагом Базза Лайтера по их истории. Игрушки вместе со вторым Баззом добираются до квартиры Эла через шахту лифта, туда же прибывает и первый Базз, который разоблачает лжеБазза. Герои пытаются забрать Вуди, но тот заявляет, что останется с новыми друзьями и поедет в Японию. Базз разочаровывается в ковбое и уходит вместе с другими игрушками. Вуди передумывает и приглашает с собой Джесси и Булзая, но старатель выходит из коробки, закрывает вентиляционную шахту и заявляет, что они в любом случае попадут в музей. Шериф приходит к выводу, что Пит специально включил ночью телевизор, чтобы стравить ковбоя с Джесси. Приходит Эл и помещает всех в чемоданы. Баззы и игрушки возвращаются к лифту и встречают там Зурга. Второй Базз завязывает с ним бой и начинает проигрывать, но Рекс нечаянно сбрасывает Императора в шахту. Героям не удаётся вытащить ковбоя и они садятся в курьерскую машину пиццерии «PizzaPlanet». Прибыв в аэропорт, игрушки пытаются найти чемодан Эла. Баззу удаётся его найти, но старатель сбивает рейнджера с ленты. Вуди нападает на Пита, но тот одолевает ковбоя и вновь надрывает ему руку, пытаясь насильно засунуть его в чемодан. Однако другие игрушки останавливают Пита и помещают его в рюкзак девочки-художницы. В то же время Джесси не удаётся вылезть из чемодана и она попадает в самолёт. Вуди и Базз на Булзае догоняют самолёт, и ковбой спасает Джесси. Все игрушки прибывают к дому Энди на багажном тягаче.
Мальчик возвращается из лагеря и радуется новым игрушкам. Он зашивает ковбою руку, а его мать чинит Хрипуна. Хэмм и Рекс, играя в видеоигру про Базза, случайно натыкаются на рекламу Маквиггина и понимают, что Эл обанкротился на неудавшейся сделке с музеем. В финальной сцене Вуди заявляет Баззу, что они всегда будут с Энди, даже когда он вырастет. В концовке Хрипун исполняет репризу заглавной песни трилогии — «Я — твой хороший друг».

## Роли озвучивали
| Актёр                                | Роль                                                      |
| ------------------------------------ | --------------------------------------------------------- |
| Том Хэнкс                            | игрушка-ковбой шериф Вуди                                 |
| Тим Аллен                            | игрушка-астрорейнджер Базз Лайтер                         |
| Тим Аллен                            | игрушка-астрорейнджер Базз Лайтер с ремнём антигравитации |
| Джоан Кьюсак                         | игрушка-ковбой Джесси                                     |
| Келси Грэммер                        | старатель «Вонючка» Пит                                   |
| Дон Риклс                            | игрушка мистер Картофельная Голова                        |
| Джим Варни                           | такса-пружина Спиралька                                   |
| Уоллес Шон                           | игрушка-тираннозавр Рекс                                  |
| Джон Ратценбергер                    | свинья-копилка Хэмм                                       |
| Энни Поттс                           | игрушка-ночник Бо Пип                                     |
| Эстель Харрис                        | игрушка миссис Картофельная Голова                        |
| Ли Эрмей                             | игрушка-солдатик Сержант                                  |
| Джоди Бенсон                         | куклы Барби                                               |
| Джо Рэнфт (речь) Роберт Гуле (вокал) | резиновый пингвин-пищалка Хрипун                          |
| Эндрю Стэнтон                        | игрушка Император Зург заклятый враг Базза Лайтера        |
| Джефф Пиджон                         | резиновые игрушки Три инопланетянина                      |
| Уэйн Найт                            | коллекционер Эл Маквиггин владелец «Амбара игрушек Эла»   |
| Джон Моррис                          | владелец игрушек Эндрю «Энди» Дэвис                       |
| Лори Меткалф                         | мама Энди Миссис Дэвис                                    |
| Джонатан Харрис                      | Реставратор игрушек                                       |

## Производство

### Разработка

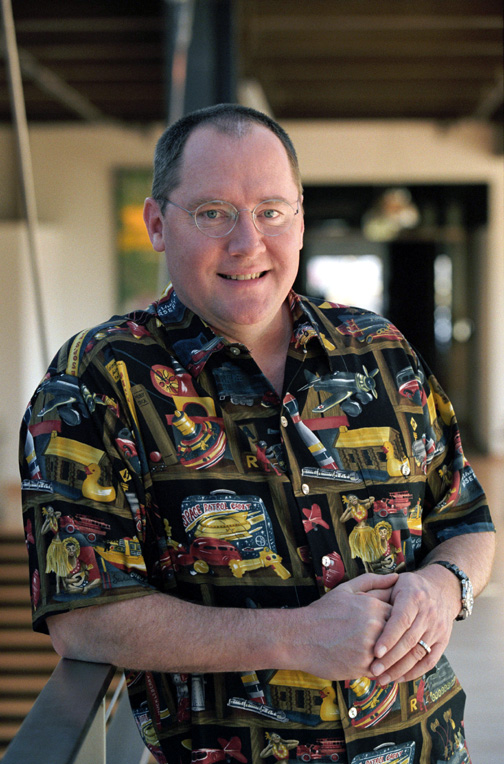
Джон Лассетер, режиссёр мультфильма (2002 год)

Во время производства мультфильма «Приключения Флика» (1998) у студии Pixar в разработке находился ещё один проект. Идея создания «Истории игрушек 2» была впервые предложена в декабре 1995 года, через месяц после премьеры первой части. Джон Лассетер, Эд Катмулл и Ральф Гуггенхайм представили концепцию сиквела Джо Роту, преемнику Джеффри Катценберга на посту председателя совета директоров компании Walt Disney Studios. Рот остался доволен и поддержал их идею. На фоне успеха полнометражных мультфильмов, снятых непосредственно на видео (англ. direct-to-video), Рот хотел выпустить вторую часть таким же образом. В качестве примера рассматривался мультфильм «Возвращение Джафара» (1994) — продолжение «Алладина» 1992 года, который принёс студии около 100 млн долларов чистой прибыли. Через несколько дней после выхода «Истории игрушек» Лассетер отправился в путешествие со своей семьёй. В аэропорту он увидел маленького мальчика, держащего в руках куклу шерифа Вуди. Наблюдая за реакцией мальчика, который с радостью показывал игрушку своему отцу, режиссёр понял, что его персонаж теперь принадлежит не только ему, но и другим людям. Это воспоминание стало важным аспектом для создания «Истории игрушек 2», и Джон решил сделать отличный фильм для этого мальчика и всех, кто любит этих персонажей.
Изначально всё, что касалось продолжения, было неопределённым: будут ли доступны актёры Том Хэнкс и Тим Аллен для озвучивания своих персонажей, какова будет предпосылка для истории и каким методом будет анимирован фильм — на компьютере Pixar или с помощью рисованной анимации от Disney. В 1996 году Джо Рот утвердил студию Pixar в качестве основной производственной площадки для создания «Истории игрушек 2». Джону Лассетеру поручили выступить постановщиком проекта. Поскольку в то время Эндрю Стэнтон работал над «Приключениями Флика», а Пит Доктер начал разрабатывать «Корпорацию монстров» (2001), Лассетер обратился к Эшу Брэннону, аниматору первой части, чтобы тот стал режиссёром, так как Джон считал «Историю игрушек 2» возможностью подготовки нового поколения режиссёров. Ральф Гуггенхайм в течение года исполнял обязанности продюсера мультфильма. 12 марта 1997 года в пресс-релизе Disney и Pixar официально анонсировали разработку второй части франшизы.

### Написание сценария
В сиквеле Лассетер намеревался отдать дань уважения первой части и построить её вселенную заново. При создании сюжета он задавался вопросом — «что может быть страшнее для игрушки, чем быть заменённой другой?» В мире «Истории игрушек» самое важное для главных персонажей (игрушек) — чтобы дети в них играли. Изначально персонаж, одержимый коллекционированием игрушек, должен был появиться ещё в первой части, но в итоге он был вычеркнут из черновика. Во время написания сценария Лассетер вспомнил об этом персонаже и решил ввести его во второй части. Позже он признавался, что Эл Маквиггин был отчасти вдохновлён им самим, поскольку в его офисе также на полках стояли игрушки, в частности кукла Вуди с автографом Тома Хэнкса, от которых ему приходилось отгонять собственных детей. Позже Брэннон предложил внести в сюжет дворовую распродажу, на которой Эл опознаёт в Вуди редкий экземпляр, отвлекает маму Энди и похищает шерифа. Эти идеи в итоге легли в основу «Истории игрушек 2».
Концепция Вуди как коллекционного персонажа возникла из черновика отменённого оригинального получасового специального выпуска «Рождественская оловянная игрушка» (англ. A Tin Toy Christmas), в котором главный герой, Тайни, был частью набора игрушек и затем отделился от него. Второстепенные персонажи из набора «Загон Вуди», а именно Джесси, Старатель и Булзай, были вдохновлены детскими ковбойскими шоу 1950-х годов. Развитию ковбоя Джесси поспособствовала жена Лассетера, Нэнси. Она настояла на том, чтобы Джон добавил в «Историю игрушек 2» персонажа, более «содержательного», чем Бо Пип. Первоначально Джесси задумывалась как мексиканская героиня — женственная сеньорита Кактус, помощница Старателя. Однако в финальной версии её характер стал жёстче и прямолинейнее. Масштаб первой части охватывал только два жилых дома, проезжую часть и пиццерию, в то время как вторая часть была описана Ли Анкричем как нечто большее. Подготавливая мультфильм у выпуску в кинотеатрах, Лассетер добавил около двенадцати минут дополнительных материалов. Это было сложной задачей, так как внесённые дополнения должны были выглядеть органично и не выделяться на фоне остального фильма. Когда до премьеры оставалось меньше года, Лассетер пригласил к себе домой Стэнтона, Доктера и Джо Рэнфта. Там они организовали «саммит истории», целью которого служило завершение сюжета всего за два дня.
В понедельник, вернувшись в офис, Джон собрал команду в кинозале и представил полностью переработанную версию «Истории игрушек 2» от начала до конца. Некоторые элементы истории были позаимствованы из черновиков первой части. Например, открывающая сцена «Истории игрушек» представляла собой мультфильм о Баззе Лайтере, который показывали по телевизору. Однако Лассетер отказался от этой идеи в пользу сцены игры Энди с Вуди, лучше раскрывающей их взаимоотношения. В итоге задуманный мультфильм трансформировался в видеоигру про астрорейнджера, в которую играет Рекс, и перекочевал в начало второй части. Отрывок с кошмаром Вуди изначально должен был присутствовать в первой части, в тот момент, когда Базз становится любимой игрушкой Энди, но в итоге была переписана под страх Вуди быть выброшенным из-за порванной руки. Вместе с тем, идея с Хрипуном — сломанным пингвином-пищалкой — тоже фигурировала в ранних набросках первой части. Другие дополнения включали сцену погони на багажной карусели в аэропорту, которая стала более масштабной, чем в версии direct-to-video; концепцию, согласно которой Старатель находится в нераспакованной коробке, и песню Джесси, раскрывающую её предысторию.

### Анимация
По мере приближения к стадии производства всё ещё оставался вопрос, где Pixar сможет найти людей для анимирования мультфильма, поскольку основная команда аниматоров студии тогда работала над «Приключениями Флика». Ответ был найден благодаря The Interactive Products Group — подразделения студии, специализировавшегося на создании компьютерных игр, штат которого насчитывал около 95 сотрудников (из 300 работников самой студии). В состав данной группы входили аниматоры, инженеры и сотрудники художественного отдела. В условиях ограниченного времени они выпустили две успешные видеоигры на компакт-диске CD-ROM — Disney’s Animated Storybook: Toy Story и The Toy Story Activity Center. Компания рекламировала Storybook как первый компакт-диск с полноэкранной анимацией кинематографического качества на домашних компьютерах. В марте 1997 года Стив Джобс, полагая, что видеоигры будут распространяться по модели кино-бестселлеров, принял решение о закрытии The Interactive Products Group. Сотрудники игрового подразделения были переведены в основную команду, работавшую над «Историей игрушек 2».
Пока Лассетер был занят «Приключениями Флика», команда «Истории игрушек 2» работала автономно в новом здании, расположенном по другую сторону железнодорожных путей от основного офиса Pixar. «Мы были просто маленьким фильмом и играли в своей песочнице», — заявила тогда сопродюсер Карен Джексон. Лассетер внимательно рассматривал каждый анимированный кадр и вносил различные коррективы, например, просил изменить освещение в той или иной сцене. В мультфильме повторно применяли различные цифровые элементы из первой части, однако из-за преобладающей в студии культуры перфекционизма это использование было минимальным. В новой части применялись те же модели персонажей, но при этом они подвергались значительной доработке. Сотрудники Pixar заимствовали различные модели из других проектов. Так, например, реставратор игрушек был основан на главном герое короткометражного фильма «Игра Джери» (1997). Шейдеры также получили обновления для более точного оформления поверхностей. Особенно заметен был прогресс в проработке тканей — клетчатая рубашка Вуди в сиквеле стала выглядеть значительно реалистичнее, чем в «Истории игрушек». Аниматоры в Pixar работали над несколькими персонажами. Эш Брэннон особо выделял вклад главного аниматора Гленна Маккуина, отмечая, что для создания образа Эла Маквиггина — коллекционера и владельца «Амбара игрушек Эла» — была сформирована отдельная команда аниматоров. Брэннон также подчеркивал важную роль женщин-аниматоров в работе над женскими персонажами, некоторые из которых, по его словам, провели «невероятную работу».
Во время работы над «Историей игрушек» команда была очень осторожна при создании новых локаций, что было обусловлено ограничениями технологий того времени. Однако на момент разработки «Истории игрушек 2» технологические возможности существенно расширились, позволив создавать более сложные кадры по сравнению с первой частью. Студия не хотела сильно менять внешний вид персонажей и мира, разработанных в первом фильме, но после завершения работы над картиной всё же изобрела новое программное обеспечение для будущих проектов. Одной из технических сложностей стала анимация пылевых частиц в сцене, где Вуди находится на полке вместе с Хрипуном. После продолжительных экспериментов была создана микроскопическая модель пылинки, которую затем компьютер распространил по всей полке. В итоге в данной сцене было визуализировано свыше двух миллионов отдельных частичек пыли.

### Проблемы в производстве
В июне 1997 года представители Disney потребовали заменить Гуггенхайма на посту продюсера из-за медленного темпа работы над мультфильмом, и руководство Pixar согласилось. Гуггенхайм, комментируя своё увольнение, заявил, что отказ студии от всего, кроме художественных фильмов, оставляет мало возможностей для предпринимательства. В результате он покинул компанию, а ассоциированные продюсеры — Карен Джексон и Хелен Плоткин — были повышены до сопродюсеров. В ноябре того же года руководитель Walt Disney Animation Studios Питер Шнайдер и Джо Рот посетили Pixar, где посмотрели несколько готовых анимационных сцен. Они остались довольны результатом и задумались о выпуске мультфильма в кинотеатрах. После переговоров Стив Джобс и Джо Рот пришли к соглашению: распределение расходов и прибыли от «Истории игрушек 2» будет соответствовать условиям недавно заключённой сделки на пять фильмов, но при этом сам сиквел в этот список не войдёт. Управление Disney подписало контракт на создание пяти оригинальных полнометражных картин (не сиквелов), чтобы в будущем получить пять новых наборов персонажей для тематических парков и и рекламной продукции. Джобс собрал команду 5 февраля 1998 года и объявил об изменении планов относительно пятого фильма.
Орен Джейкоб, бывший главный технический директор Pixar, в интервью The Next Web поделился историей, произошедшей во время работы над мультфильмом в 1998 году. Он и его коллега Ларри Катлер обнаружили, что часть данных картины начала исчезать с серверов студии. Позже выяснилось, что один из аниматоров, занимавшийся очисткой файлов, случайно ввёл в корневой папке с материалами «Истории игрушек 2» команду удаления /bin/rm -r -f *, из-за чего множество рабочих копий фильма оказались повреждены и начали удаляться. Они отключили файловые серверы, но к тому моменту было потеряно почти 90 % материалов, созданных за последние два года. К тому же обнаружилось, что резервные копии не обновлялись около месяца. Единственной, у кого сохранилась рабочая версия фильма, оказалась Галин Сасман — она работала на дому, ухаживая за новорождённым ребёнком. Благодаря её копии студия смогла восстановить почти все удалённые материалы, за исключением данных за последние несколько дней перед инцидентом. Это позволило аниматорам Pixar продолжить работу над мультфильмом.
До осени 1998 года Лассетер занимался исключительно «Приключениями Флика». После возвращения из Европы и ознакомления с текущим состоянием материала он пришёл к выводу, что фильм не получается хорошим и требует серьёзной доработки. Сотрудники Pixar сообщили об этом Disney, но компания отказалась, сославшись на крайние сроки. Тогда руководство Pixar взяло на себя полный контроль над проектом, назначив Лассетера руководителем процесса. Тот взял на себя обязанности режиссёра и привлёк к работе команду, участвовавшую в создании первой «Истории игрушек», включая Стэнтона и Доктера, чтобы переписать сценарий. Брэннон же продолжил работу в качестве сорежиссёра совместно с Ли Анкричем. Им нужно было закончить фильм за девять месяцев. Анкрич попытался договориться с Джобсом о переносе сроков, но тот ответил отказом, аргументируя уже имеющимися договорённостями по лицензированию и маркетинговой кампании.
Новая команда отвечала за разные направления: Брэннон занимался разработкой сюжета и анимацией; Лассетер курировал визуальную часть — рисовку, моделирование и освещение, а Анкрич отвечал за монтаж, съёмки и размещение моделей. Они ежедневно встречались, чтобы координировать работу и следить, чтобы всё двигалось в одном направлении. Иногда их обязанности пересекались. Как обычно бывает с фильмами Pixar, по приближении сроков сдачи работа становилась все труднее, а часы работы увеличивались. «История игрушек 2» оказалась особенно сложным проектом из-за крайне сжатых сроков. Хотя команда уже привыкла к тяжёлой работе и долгим часам — особенно Лассетер — работа над этим фильмом месяц за месяцем начала приносить свои плоды. У некоторых аниматоров появились травмы запястий из-за повторяющихся движений, а у других — синдром запястного канала. Позже Катмулл признал, что около трети сотрудников к концу работы получили некоторую степень этой травмы. Начальство Pixar не поощряло долгие часы работы и старалось ограничивать сверхурочные, но энтузиазм команды, особенно молодых специалистов, часто брал верх. Ситуация дошла до того, что один из аниматоров, уставший после долгой ночной работы, случайно оставил своего ребёнка в машине на парковке, забыв отвезти его в детский сад. «Хотя спасатели сработали быстро, этот случай показал, что некоторые работали слишком усердно», — писал Дэвид Прайс в своей книге 2008 года «The Pixar Touch».

### Музыка
Саундтрек-альбом для мультфильма «История игрушек 2» написал американский композитор Рэнди Ньюман, который ранее сочинил музыку для первой части франшизы. Он также написал две оригинальные песни — «When She Loved Me» в исполнении Сары Маклахлан, и «Woody’s Roundup», которую исполнила группа Riders in the Sky. Песня «You’ve Got a Friend in Me» из первого фильма тоже была использована во сиквеле. Её исполняли дважды: Том Хэнкс в сцене, где Вуди смотрит сериал «Загон Вуди» после ухода Базза и Роберт Гуле в финальном отрывке, в котором Хрипун поёт её перед другими игрушками. Весь саундтрек был выпущен лейблом Walt Disney Records 9 ноября 1999 года. Основную песню франшизы «Я — твой хороший друг» в финале мультфильма воспроизводит пингвин Хрипун в исполнении Роберта Гуле, остальные реплики Хрипуна озвучивал Джо Рэнфт. В конечных титрах звучит инструментальная версия Тома Скотта. Композиция «When She Loved Me» получила высокие оценки от критиков и была признана одной из самых грустных песен, когда-либо написанных в проектах Disney и Pixar. Она также номинировалась на премию «Оскар» в категории «Лучшая песня к фильму», однако награда досталась Филу Коллинзу за трек «You’ll Be in My Heart» из анимационного фильма «Тарзан» (1999).

## Премьера

### Прокат в кинотеатрах

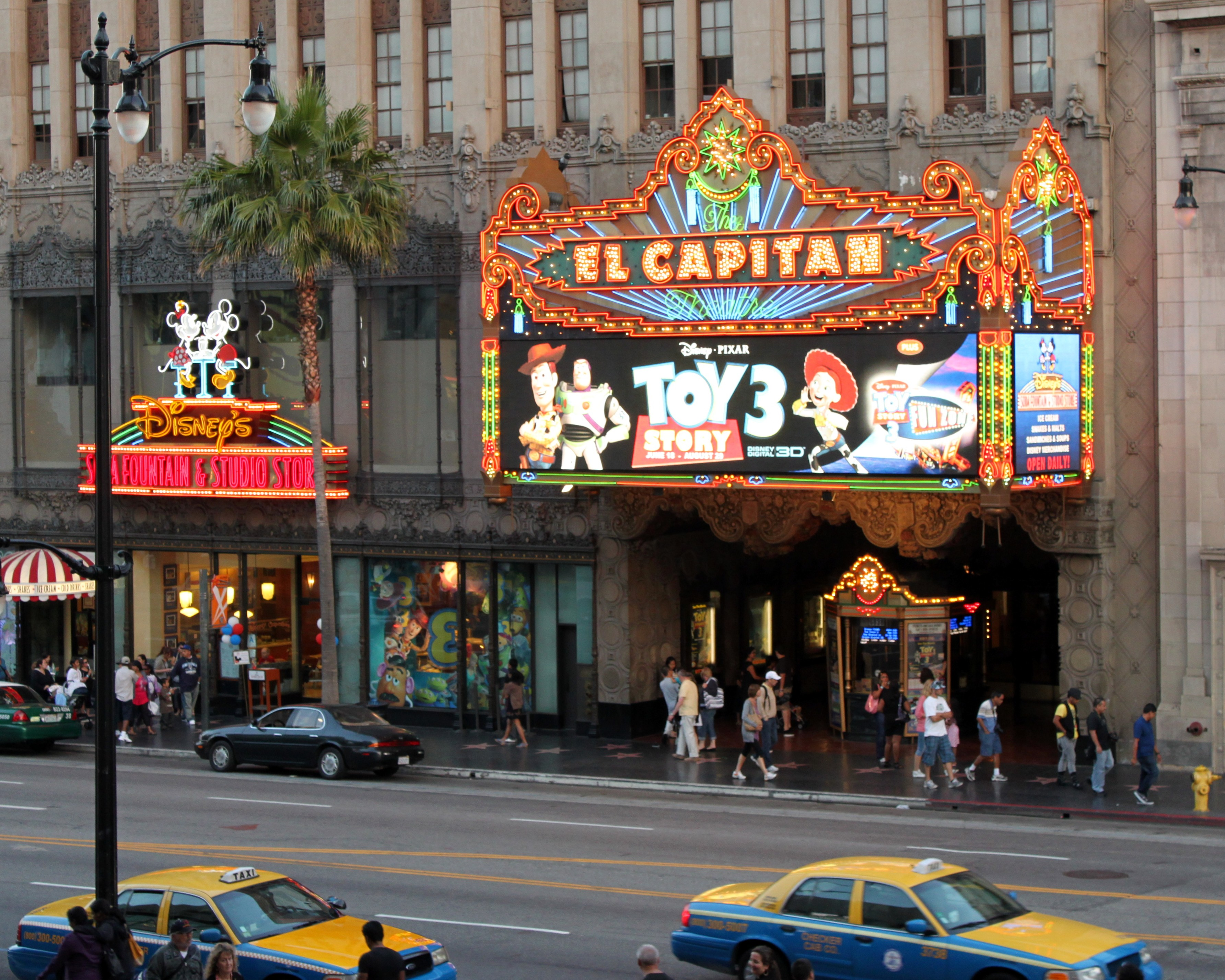
Театр «Эль-Капитан», в котором проходила премьера мультфильма в США, где к тому же проходил марафон франшизы «История игрушек» в 2010 году

Готовый мультфильм был представлен студией 12 ноября 1999 года в Калифорнийском институте искусств в знак признания связи школы с Лассетером и более чем 40 другими выпускниками, работавшими над картиной. Студенты были очень увлечены просмотром. Официальная премьера фильма состоялась на следующий день в театре «Эль-Капитан» в Лос-Анджелесе — в том же месте, где проходила премьера первой «Истории игрушек». Сиквел вышел в прокат на всей территории США 24 ноября 1999 года. В числе первых релизов были короткометражные фильмы Pixar, начиная с «Люксо-младшего» 1986 года, в котором появляется их главный символ — прыгующая лампа. Перед лентой показывалось объяснение: «В 1986 году Pixar Animation Studios создали свой первый фильм. Именно поэтому у нас есть прыгающая лампа в логотипе». В декабре 1999 года, через месяц после выхода мультфильма в кинотеатрах, в титры добавили короткий ролик с неудачными дублями, в котором появились персонажи из «Приключений Флика».

### В домашних медиа
«История игрушек 2» была выпущена в форматах VHS и DVD 17 октября 2000 года. В тот же день состоялся релиз двухдискового коллекционного издания на DVD, в которое входят оба мультфильма серии и множество дополнительных материалов. Тогда же вышел набор «Ultimate Toy Box», содержащий три диска: два с фильмами и один с бонусными материалами. Стандартный выпуск на DVD позволял зрителю выбрать версию фильма либо в широкоэкранном формате (соотношение сторон 1,77:1), либо в полноэкранном (соотношение 1,33:1 без пансканирования). Такие выпуски, сертифицированные компанией THX, также содержали небольшой рекламный ролик «Корпорации монстров». Все стандартные наборы вернулись в хранилище Disney 1 мая 2003 года. 26 декабря 2005 года они были переизданы в качестве специального издания на двух дисках DVD и вернулись в хранилище 31 января 2009 года. «История игрушек 2» впервые была выпущена на диске Blu-ray в специальном комплекте Combo Pack 23 марта 2010 года вместе с первым мультфильмом франшизы. 1 ноября 2011 года все три мультфильма были переизданы в новых версиях, включающих сразу несколько форматов: DVD, Blu-ray, Blu-ray 3D и Digital Copy. В этих наборах у первых двух фильмов было по четыре диска, а у третьего — пять. 4 июня 2019 года картина была опубликована на Ultra HD Blu-ray.
В рамках производства коллекционного издания Ultimate Toy Box (UTB) произошёл инцидент, связанный с технической неисправностью. Около тысячи экземпляров этого набора, поставленных в сети магазинов Costco, содержали ошибку при прессовке, которая приводила к воспроизведению сцены из фильма «Фанатик» (2000), отмеченного рейтингом «R», в середине «Истории игрушек 2». Эта сцена включала многократное использование слова «Fuck», что вызвало ряд жалоб со стороны потребителей. В итоге Costco приняла решение об отзыве дефектных экземпляров и их последующей замене. Согласно информации компании Technicolor, причиной неисправности стала ошибка в процессе «смешивания контента», которая затронула только бокс-сеты UTB, включающие двухдисковую версию «Истории игрушек 2»; версии набора без этого дополнения не были подвержены производственной ошибке. По данным Buena Vista Home Entertainment, менее 1 % от общего числа отправленных дисков содержали данный сбой.

### Повторные показы
Мультфильм повторно вышел в американских кинотеатрах в формате 3D 2 октября 2009 года. Картину показывали вместе с «Историей игрушек» в формате двойного сеанса на протяжении двух недель, а затем, из-за популярности мультфильмов, прокат был продлён. Повторный показ мультфильма оказался весьма успешным: за первые выходные он собрал 12,5 млн долларов. Это позволило ему занять третье место по кассовым сборам после фильмов «Добро пожаловать в Zомбилэнд» и «Облачно, возможны осадки в виде фрикаделек». Перевыпущенные первая и вторая части франшизы вместе заработали 30,7 млн долларов за пять недель проката. 17 июня 2010 года в театре «Эль-Капитан» состоялся повторный показ второй части в рамках марафона «Истории игрушек», в котором подряд показывались все три вышедших на тот момент мультфильма франшизы.
Процесс перевода мультфильмов в трёхмерный формат включал повторный анализ исходных компьютерных данных и размещение второй виртуальной камеры в каждой сцене. Это позволяло создавать изображения отдельно для левого и правого глаза. Данная методика, уникальная для компьютерной анимации, была разработана специалистом в области стереографии Бобом Уайтхиллом, который также курировал этот процесс. Автор назвал свой подход «цифровой археологией», ставя целью усиление эмоционального восприятия мультфильма. Восстановление и подготовка архивных данных заняли приблизительно четыре месяца, после чего наложение трёхмерного эффекта на каждый фильм потребовало ещё около шести месяцев работы.

## Восприятие

### Кассовые сборы
По результатам проката и с учётом трёх переизданий мультфильм собрал 245,8 млн долларов в США и Канаде, а в других странах — $ 265,5 млн, в итоге собрав по всему миру — $ 511 358 276. Картина смогла превзойти своего предшественника, став самым кассовым проектом 1999 года и второй самой прибыльной лентой всех времён после «Короля льва» (1994).
В первые выходные, которые совпали с Днём благодарения, «История игрушек 2» заняла первое место в прокате. Он обошёл такие фильмы, как «И целого мира мало», «Конец света» и «Сонная лощина». За три дня он собрал в кинотеатрах $ 57,4 млн. В среднем в каждом кинотеатре за это время было заработано около $ 17 734. Всего с момента выхода в среду фильм уже заработал $ 80,1 млн и оставался лидером проката ещё два уик-энда подряд. На момент премьеры он имел третий по величине показатель кассовых сборов первых выходных за всё время после картин «Парк юрского периода: Затерянный мир» и «Звёздные войны. Эпизод I: Скрытая угроза». Лента также установила рекорд студий по лучшим сборам за один день, обойдя «Маменькиного сыночка». За первый день проката «История игрушек 2» заработала $ 9,5 млн, побив рекорд «Назад в будущее 2» (1989) по самым высоким сборам в День благодарения. На третий день проката мультфильм собрал $ 22,6 млн, обойдя «Парк Юрского периода: Затерянный мир». Данный рекорд оставался непревзойдённым до мая 2001 года, когда «Мумия возвращается» собрала в первый день $ 23,4 млн. Мультфильм также удерживал рекорд по наибольшим сборам за выходные среди анимационных фильмов до выхода «Корпорация монстров» в том же году. Помимо этого, картина заняла третье место по кассовым сборам за пятидневный период с момента премьеры в среду, уступив «Скрытой угрозе» и «Дню независимости» (1996). В 2013 году «Голодные игры: И вспыхнет пламя» и «Холодное сердце» превзошли «Историю игрушек 2» по сборам за выходные в честь Дня благодарения. За вторые выходные фильм собрал $ 27,7 млн, что стало четвёртым показателем по сборам за декабрьские выходные после «Крика 2» (1997). К Новому году он собрал более $ 200 млн только в США и в итоге стал третьим самым кассовым фильмом 1999 года после «Скрытой угрозы» и «Шестого чувства». По оценкам Box Office Mojo, в США и Канаде было продано более 47,8 миллионов билетов на сеансы мультфильма.
В Великобритании за три дня лента заработала 7,7 млн фунтов и побила рекорд «Скрытой угрозы». В 2001 году этот рекорд превзошёл «Гарри Поттер и философский камень». На британском рынке картина удерживала лидирующую позицию в течение семи недель. В Японии в первые выходные он заработал $ 3,8 млн, что позволило ему стать самым кассовым американским анимационным фильмом в стране на тот момент, а также занять второе место по сборам за первые выходные после блокбастера «Армагеддона» (1998). В это же время в США «История игрушек 2» обошла «Смерч» 1996 года и заняла 17-е место в списке самых кассовых фильмов в истории американского проката. Среди других стран, где были зафиксированы высокие кассовые сборы мультфильма, — Италия ($ 6,9 млн), Франция и Магриб ($ 24,7 млн), Германия ($ 12,9 млн) и Испания ($ 11,7 млн).

### Критика
На сайте-агрегаторе рецензий Rotten Tomatoes мультфильм имеет рейтинг одобрения 100 % на основе 172 отзывов со средней оценкой 8,7/10. Консенсус критиков сайта гласит: «Редкое продолжение, которое, по общему мнению, превзошло своего предшественника, „История игрушек 2“ предлагает изобретательное повествование, великолепную анимацию и талантливый актёрский состав, чтобы подарить зрителям всех возрастов ещё один насыщенный опыт от просмотра фильма». Сайт-агрегатор Metacritic присвоил картине 88 баллов из 100 на основе 34 отзывов, что соответствует критерию «всеобщее признание». Зрители, опрошенные CinemaScore, поставили фильму среднюю оценку «A+» по шкале от «A+» до «F», что сделало его первым анимационным фильмом, получившим такую оценку.

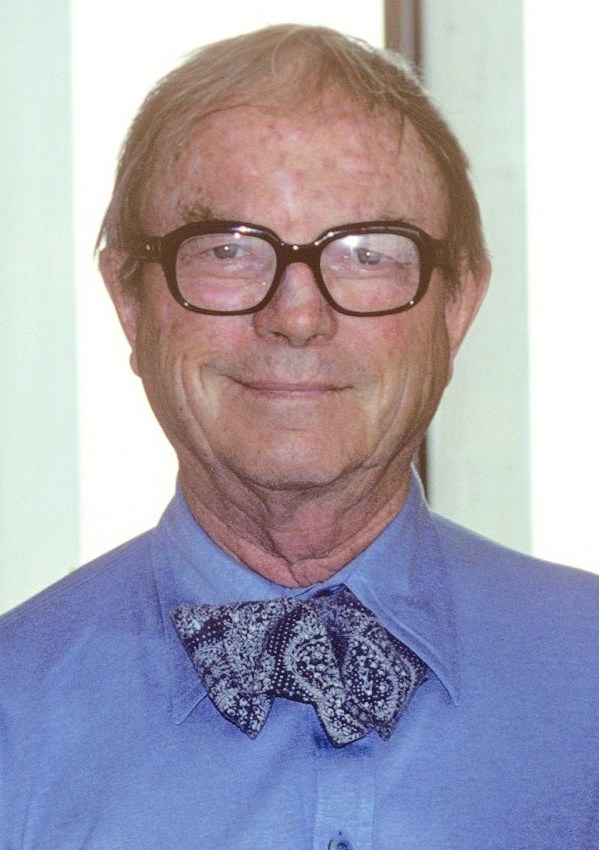
Известный американский аниматор Чак Джонс после просмотра второй части написал режиссёру письмо с похвалами

Согласно книге Дэвида Прайса «The Pixar Touch: The Making of a Company», вышедшей в 2008 году, рецензенты и критики высоко оценили мультфильм и также заявили, что он смог превзойти первую часть. Критик Роджер Эберт из Chicago Sun-Times заявил, что вторая часть включает в себя любовь, жалость и чувство вины, которые ребёнок испытывает к любимой игрушке, а также добавил, что мультфильм напомнил ему о его игрушках. В еженедельной газете Variety мультфильм назвали насыщенным и отметили, что ему не хватает однообразия, поскольку «авторы выводят персонажей картины в ситуацию, которая придаёт их жизни больше остроты и осознания смерти, чем многим живым актёрам в наши дни». В своей рецензии для The Guardian кинокритик Питер Брэдшоу писал, что «История игрушек 2» — это не просто сиквел, а обновление и усовершенствование технического и художественного уровня, превосходящее предыдущие фильмы и современные технологии. Кеннет Туран из газеты Los Angeles Times похвалил улучшение графики и сценарий. Кроме того, он заявил, что сиквел начинается с того места, где закончилась первая часть, и, хотя он не имеет оригинального названия, всё остальное в нём «просто идеально». Эндрю О’Хэган написал рецензию для The Telegraph, в которой отметил, что «История игрушек 2» показывает, что компьютерные технологии — это не только будущее, но и прошлое, — помогая донести важные ценности кино уже до новой аудитории. Издание The Hollywood Reporter заключило следующее: «„История игрушек 2“ делает то, что редко удаётся сиквелам. Вместо того, чтобы по сути переделать фильм и считать его сиквелом, творческая группа во главе с режиссёром Джоном Лассетером глубже погружается в своих персонажей, сохраняя при этом весёлый дух оригинального фильма». Аниматор Чак Джонс (режиссёр сериалов Looney Tunes) после просмотра второй части написал Лассетеру письмо, в котором назвал мультфильм «замечательным» и «прекрасно анимированным», и заявил, что режиссёр «продвигает дело классической анимации новым и эффективным способом». Лассетер, будучи большим поклонником Джонса, повесил это письмо в рамке у себя дома.
В своём отзыве для Entertainment Weekly американский кинокритик Лиза Шварцбаум заявила, что «История игрушек 2» — это «великолепное, лестное для IQ развлечение, одновременно прекрасное и мудрое». Она также высоко оценила культурные отсылки на другие фильмы, игры и телешоу 1950-х годов. Кэролайн Уэстбрук из журнала Empire поставила картине пять звёзд, отметила высокое качество работы создателей, назвала мультфильм достойным продолжением оригинала и выразила желание увидеть третью часть. В своей рецензии для ежедневной газеты The New York Times критик Джанет Маслин написала, что «История игрушек 2» впечатляет своей высокой техникой и изобретательностью, создавая увлекательный и эмоционально насыщенный мир, радующий и детей и взрослых. Несмотря на сложность анимации и богатство деталей, картина сохраняет тепло, доброту и ностальгическую атмосферу, выраженную через любовь Лассетера к фильмам американского режиссёра Фрэнка Капры. Участник сайта Time Out под никнеймом GA отметил, что несмотря на высокую изобретательность и техническое совершенство, второй фильм о Вуди и его друзьях отличается особой душевностью и способностью тронуть зрителя, сочетая остроумие, динамику и глубокие эмоциональные моменты. Он также добавляет, что лента понравится как детям, так и взрослым. Критик Джо Моргенштерн из The Wall Street Journal заявил, что студия успешно исследует в мультфильме эмоциональные и этические темы через увлекательные сцены и ярких персонажей, и отметил, что главная сила Лассетера, Стэнтона и других в Pixar состоит в любви к процессу анимации и в умении сохранять очарование своих историй без излишних коммерческих отсылок. «Pixar, похоже, считает очарование своим основным бизнесом» — заключает Моргенштерн. Дмитрий Жигалов на сайте KinoNews в своей рецензии подчеркнул, что хотя 3D становится все более популярным в киноиндустрии, перевод «Истории игрушек» и «Истории игрушек 2» в этот формат скорее служит рекламным ходом перед выходом третьей части.

### Награды и номинации
Мультфильм, его режиссёр, сценаристы и актёры озвучивания получили множество наград и номинаций в различных категориях. Джон Лассетер, Эш Брэннон и Ли Анкрич получили премию «Энни» в категории «Лучшая режиссура в анимационном полнометражном фильме», а Рэнди Ньюман — в категории «Лучшая музыка в анимационном полнометражном фильме». Команда мультфильма, состоящая из Лассетера, Брэннона, Эндрю Стэнтона, Пита Доктера, Риты Сяо, Дага Чемберлена и Криса Уэбба, получила премию в категории «Лучший сценарий в анимационном полнометражном фильме». Кроме того, сама картина и Ньюман были номинированы на премию «Золотой глобус» в категориях «Лучший фильм — комедия или мюзикл» и «Лучшая песня» («You’ve Got a Friend in Me») соответственно, однако победу одержала только первая номинация. Песня Ньюмана под названием «When She Loved Me» стала лауреатом премии «Грэмми» в номинации «Лучшая песня, написанная для визуальных медиа». Помимо этого, мультфильм номинировался на премию «Сатурн» в категории «Лучший фэнтези-фильм», однако победу в ней одержала комедия «Быть Джоном Малковичем» Спайка Джонза. Картина получила несколько номинаций на различные премии, включая MTV Movie & TV Awards, Kids’ Choice Awards, Motion Picture Sound Editors, Американское общество специалистов по кастингу и другие.

## Видеоигра
В июле 1998 года компания Activision получила лицензию на создание игры, основанной на «Истории игрушек 2». Видеоигра под названием Toy Story 2: Buzz Lightyear to the Rescue (за исключением версии для Game Boy Color) была разработана Traveller’s Tales и издана Activision. В США игра была выпущена для PlayStation, Nintendo 64, Windows и Macintosh в ноябре 1999 года, одновременно с премьерой мультфильма в кинотеатрах. Согласно сайту-агрегатору Metacritic, версия для PlayStation получила в целом положительные отзывы, в то время как версиям для Nintendo 64 и Dreamcast был присвоен статус «смешанные или средние отзывы».

## Продолжение
Слухи о разработке третьей части появились сразу после выпуска второй. Основное производство триквела началось в 2006 году. Лассетер не смог принять участие в разработке, поэтому на пост режиссёра был назначен Ли Анкрич, сценаристом выступил Майкл Арндт. Мировая премьера мультфильма «История игрушек: Большой побег» состоялась 12 июня 2010 года на фестивале в Таормине (Италия). 13 июня 2010 года лента была показана в театре «Эль-Капитан» в Голливуде (штат Калифорния). 18 июня 2010 года мультфильм вышел во всех кинотеатрах США в формате IMAX 3D. Бюджет картины составил 200 млн долларов США, при этом она собрала $ 1,067 млрд по всему миру. Третья часть получила высокие оценки от критиков и зрителей, а также завоевала множество наград в разных категориях, в том числе премии «Оскар», «Золотой глобус», «Энни», «Сатурн» и «Грэмми».

### Комментарии
1. ↑  В момент сражения Зург заявляет Баззу, что именно он является его отцом. Этот момент представляет собой культурную отсылку к аналогичному диалогу Дарта Вейдера и Люка Скайокера в фильме Ирвина Кершнера «Звёздные войны. Эпизод V: Империя наносит ответный удар» (1980)[5].